# La signora Parkington
La signora Parkington (Mrs. Parkington) è un film del 1944 diretto da Tay Garnett. La sceneggiatura, firmata da Robert Thoeren e Polly James, si basa sull'omonimo romanzo di Louis Bromfield.

## Produzione
Il film fu prodotto dalla Metro-Goldwyn-Mayer (MGM) (controlled by Loew's Incorporated).

## Distribuzione
Distribuito dalla Metro-Goldwyn-Mayer (MGM), il film fu presentato a New York il 12 ottobre 1944.

## Riconoscimenti
- 1945 - Golden Globe
  - Migliore attrice non protagonista (Agnes Moorehead)